# Matrice definita positiva
In matematica, e più precisamente in algebra lineare, una matrice definita positiva è una matrice quadrata {\displaystyle A} tale che, detto {\displaystyle \mathbf {x} ^{*}} il trasposto complesso coniugato di {\displaystyle \mathbf {x} }, si verifica che la parte reale di {\displaystyle \mathbf {x} ^{*}A\mathbf {x} } è positiva per ogni vettore complesso {\displaystyle \mathbf {x} \neq \mathbf {0} }.

## Definizione
Nonostante la definizione si utilizzi solitamente nel caso di matrici hermitiane e simmetriche reali, in generale una matrice {\displaystyle A} quadrata (di dimensioni {\displaystyle n\times n}) si dice definita positiva quando:
{\displaystyle \mathrm {Re} (\mathbf {x} ^{*}A\mathbf {x} )>0,\qquad \forall \mathbf {x} \in \mathbb {C} ^{n}-\{\mathbf {0} \},}
ossia quando il prodotto {\displaystyle \mathbf {x} ^{*}A\mathbf {x} }, che è sempre un numero complesso, ha parte reale strettamente positiva per ogni vettore non nullo {\displaystyle \mathbf {x} \in \mathbb {C} ^{n}} (indicando con {\displaystyle \mathbf {x} ^{*}} il vettore complesso coniugato trasposto del vettore {\displaystyle \mathbf {x} }).
In modo equivalente, una generica matrice quadrata complessa è definita positiva se la propria parte Hermitiana:
{\displaystyle A_{H}={\frac {(A+A^{*})}{2}}}
è definita positiva, ossia {\displaystyle \mathrm {Re} (\mathbf {x} ^{*}A_{H}\mathbf {x} )>0,} per {\displaystyle \mathbf {x} \in \mathbb {C} ^{n}-\{\mathbf {0} \}}.
Un'altra definizione è la seguente: una generica matrice quadrata complessa è definita positiva se tutti gli autovalori della propria parte Hermitiana {\displaystyle A_{H}} sono strettamente positivi.

## Matrici hermitiane
Una matrice simmetrica reale è anche hermitiana, ed una matrice hermitiana {\displaystyle M} di dimensione {\displaystyle n\times n} è una matrice definita positiva se ha una delle seguenti proprietà equivalenti (e quindi le possiede tutte):
- Per tutti i vettori non nulli {\displaystyle \mathbf {z} } in {\displaystyle \mathbb {C} ^{n}} si ha {\displaystyle \mathbf {z} ^{*}M\mathbf {z} >0}, dove {\displaystyle \mathbf {z} } è visto come un vettore colonna con {\displaystyle n} componenti complesse e {\displaystyle \mathbf {z} ^{*}} come la complessa coniugata della sua trasposta. Se {\displaystyle M} è hermitiana, {\displaystyle \mathbf {z} ^{*}M\mathbf {z} } è sempre reale, ed ha quindi senso chiedere che sia positivo.
- Per tutti i vettori non nulli {\displaystyle \mathbf {x} } in {\displaystyle \mathbb {R} ^{n}} si ha {\displaystyle \mathbf {x} ^{T}M\mathbf {x} >0}, dove {\displaystyle \mathbf {x} ^{T}} denota la trasposta del vettore colonna {\displaystyle \mathbf {x} }.
- Per tutti i vettori non nulli {\displaystyle \mathbf {u} } in {\displaystyle \mathbb {Z} ^{n}} (tutte le componenti sono intere), si ha {\displaystyle \mathbf {u} ^{T}M\mathbf {u} >0}.
- Tutti gli autovalori di {\displaystyle M} sono numeri reali positivi.
- La forma hermitiana {\displaystyle \langle \mathbf {x} ,\mathbf {y} \rangle =\mathbf {x} ^{*}M\mathbf {y} } definisce un prodotto hermitiano definito positivo su {\displaystyle \mathbb {C} ^{n}}.
- Criterio di Sylvester: tutte le sottomatrici quadrate superiori sinistre hanno determinante positivo (i minori principali secondo l'ordine da {\displaystyle 1} a {\displaystyle n}). Altrimenti detto, tutti i determinanti delle matrici Nord-Ovest sono positivi non nulli.

## Proprietà
Le matrici definite positive hanno un comportamento simile ai numeri reali positivi.
- Ogni matrice simmetrica definita positiva ha tutti gli autovalori strettamente positivi.
- Ogni matrice simmetrica semidefinita positiva ha tutti gli autovalori non negativi.
- Ogni matrice simmetrica definita negativa ha tutti gli autovalori strettamente negativi.
- Ogni matrice simmetrica semidefinita negativa ha tutti gli autovalori non positivi.
- Ogni matrice definita positiva è invertibile e la sua inversa è anch'essa definita positiva.
- Se {\displaystyle M} è definita positiva e {\displaystyle r>0} è un numero reale, allora {\displaystyle rM} è definita positiva.
- Se {\displaystyle M} e {\displaystyle N} sono definite positive, allora {\displaystyle M+N} è anch'essa definita positiva; se inoltre {\displaystyle MN=NM}, cioè le matrici commutano, allora {\displaystyle MN} è anch'essa definita positiva.
- Ogni matrice definita positiva {\displaystyle M} ha una radice quadrata, cioè una matrice {\displaystyle N} tale che {\displaystyle NN=M}. Una matrice definita positiva può avere un gran numero di radici quadrate, ma una e una sola radice quadrata definita positiva.
- Se la matrice che stiamo considerando è simmetrica reale essa è definita positiva se la sua segnatura è {\displaystyle (n,0)} dove {\displaystyle n} è il rango della matrice.
- Per il criterio di Sylvester, una matrice simmetrica è definita positiva se e solo se i suoi minori principali di guida sono tutti positivi.

## Matrici definite negative, semidefinite e indefinite
La matrice hermitiana {\displaystyle M} si dice definita negativa se:
{\displaystyle \mathbf {x} ^{*}M\mathbf {x} <0,}
per tutti gli elementi non nulli {\displaystyle \mathbf {x} } in {\displaystyle \mathbb {R} ^{n}} (o, equivalentemente, tutti elementi non nulli {\displaystyle \mathbf {x} } in {\displaystyle \mathbb {C} ^{n}}).
La matrice {\displaystyle M} è chiamata semidefinita positiva se:
{\displaystyle \mathbf {x} ^{*}M\mathbf {x} \geq 0.}
Per tutti gli {\displaystyle \mathbf {x} } in {\displaystyle \mathbb {R} ^{n}} (o {\displaystyle \mathbb {C} ^{n}}) si dice invece semidefinita negativa se:
{\displaystyle \mathbf {x} ^{*}M\mathbf {x} \leq 0,}
per tutti gli {\displaystyle \mathbf {x} } in {\displaystyle \mathbb {R} ^{n}} (o {\displaystyle \mathbb {C} ^{n}}). Come sopra, {\displaystyle \mathbf {x} ^{*}} indica la complessa coniugata della sua trasposta. Nel caso in cui {\displaystyle \mathbf {x} } sia un vettore in {\displaystyle \mathbb {R} ^{n}}, questa operazione coincide con la trasposizione e si può scrivere {\displaystyle \mathbf {x} ^{T}} al posto di {\displaystyle \mathbf {x} ^{*}}.
Una matrice hermitiana che non è né positiva né semidefinita negativa è chiamata indefinita. In maniera equivalente una matrice è chiamata indefinita se ha due autovalori di segno opposto.

## Prodotti scalari e forme hermitiane
Le matrici definite positive sono utili per definire una geometria su uno spazio vettoriale, che possa usare i concetti di angolo e lunghezza. Sia {\displaystyle K} un campo {\displaystyle \mathbb {R} } o  {\displaystyle \mathbb {C} }, {\displaystyle V} uno spazio vettoriale su {\displaystyle K}, e {\displaystyle B\colon V\times V\to K} una forma hermitiana se {\displaystyle K=\mathbb {C} } o un prodotto scalare se {\displaystyle K=\mathbb {R} }. La forma {\displaystyle B} è chiamata definita positiva se {\displaystyle B(\mathbf {x} ,\mathbf {x} )>0} per ogni {\displaystyle \mathbf {x} } in {\displaystyle V} diverso dal vettore zero: questa proprietà garantisce che i vettori hanno "lunghezza positiva" e danno a {\displaystyle V} una struttura simile a quella dello spazio euclideo.

## Forme quadratiche
La forma quadratica associata ad una matrice reale {\displaystyle M} è la funzione {\displaystyle Q\colon \mathbb {R} ^{n}\to \mathbb {R} } tale che {\displaystyle Q(\mathbf {x} )=\mathbf {x} ^{T}M\mathbf {x} } per tutti gli {\displaystyle \mathbf {x} }. La matrice {\displaystyle M} è definita positiva se e solo se è simmetrica e la sua forma quadratica è una funzione strettamente convessa.
Più in generale, ogni polinomio di secondo grado {\displaystyle P\colon \mathbb {R} ^{n}\to \mathbb {R} } può essere scritto come {\displaystyle \mathbf {x} ^{T}M\mathbf {x} +\mathbf {x} ^{T}\mathbf {b} +c}, dove {\displaystyle M} è una matrice simmetrica {\displaystyle n\times n}, {\displaystyle \mathbf {b} } è un vettore reale e {\displaystyle c} una costante. La funzione {\displaystyle P} è strettamente convessa se {\displaystyle M} è definita positiva.

## Diagonalizzazione simultanea
Una matrice simmetrica e una matrice simmetrica definita positiva possono essere simultaneamente diagonalizzate, anche se non necessariamente per mezzo di una trasformazione per similitudine, ed il risultato non si estende al caso di tre o più matrici. Nello specifico, se {\displaystyle M} è simmetrica e {\displaystyle N} è simmetrica e definita positiva, la generica equazione agli autovalori è:
{\displaystyle (M-\lambda N)\mathbf {x} =\mathbf {0} .}
Tramite la decomposizione di Cholesky è possibile scrivere l'inversa di {\displaystyle N} come {\displaystyle Q^{T}Q}, con {\displaystyle Q} che in particolare è invertibile in quanto lo è {\displaystyle N}. Moltiplicando per {\displaystyle Q} e ponendo {\displaystyle \mathbf {x} =Q^{T}\mathbf {y} } si ottiene: 
{\displaystyle Q(M-\lambda N)Q^{T}\mathbf {y} =\mathbf {0} }
che, siccome {\displaystyle QNQ^{T}=I}, può essere riscritta come:
{\displaystyle (QMQ^{T})\mathbf {y} =\lambda \mathbf {y} .}
Essendo {\displaystyle QMQ^{T}} simmetrica, dal teorema spettrale esiste una matrice {\displaystyle Y} tale che {\displaystyle (QMQ^{T})Y=Y\Lambda } e {\displaystyle Y^{T}Y=I}, dove  {\displaystyle \Lambda } è una matrice diagonale i cui elementi sono gli autovalori generalizzati e le colonne di  {\displaystyle Y} sono una base ortonormale di autovettori di {\displaystyle QMQ^{T}}. Per la sostituzione fatta in precedenza si ha quindi che, ponendo {\displaystyle X=Q^{T}Y}, le colonne di {\displaystyle X} soddisfano l'equazione {\displaystyle (M-\lambda N)\mathbf {x} =\mathbf {0} } (cioè sono gli autovalori generalizzati) e {\displaystyle Y=QNX}. Si trova allora che {\displaystyle X^{T}NX=I} e {\displaystyle QMX=(QMQ^{T})(QNX)=(QNX)\Lambda }. Dall'ultima relazione si deduce che: 
{\displaystyle MX=NX\Lambda ,\qquad X^{T}NX=I.}
Moltiplicando per {\displaystyle X^{T}}si ottiene:
{\displaystyle X^{T}MX=\Lambda ,\qquad X^{T}NX=I,}
anche se non si tratta più di una diagonalizzazione ortogonale rispetto al prodotto scalare canonico (infatti {\displaystyle X} non è in generale una matrice ortogonale).